# Ferrari Dino
Dino fue la marca que Ferrari utilizó para designar a los modelos deportivos de transmisión trasera, creados desde 1968 hasta 1976. El nombre Dino fue usado para los coches que montaban motores de menos de 12 cilindros, usando la marca Ferrari para los V12 y 12 planos. Fue retirada posteriormente volviendo a la tradicional nomenclatura.
Dicha nomenclatura se basó en la cilindrada del motor y en el número de cilindros, así, el 246 sería un coche de 2.4 litros y seis cilindros.
El Dino 246 fue el primer modelo de Ferrari producido a gran escala. Es alabado por muchos por sus cualidades de conducción intrínsecas y por su innovador diseño. En 2004, Sports Cars International eligió en quinto lugar el Dino 246, en la lista de mejores deportivos de los años 1970. Motor Trend Classic, colocó al 206/246 en sexto lugar en el ranking de los 10 mejores Ferrari de todos los tiempos.

## Historia
El nombre "Dino" se puso en honor al hijo mayor y único legítimo de Enzo Ferrari, Dino Ferrari. Junto con el famoso ingeniero, Vittorio Jano, Alfredo influencia en la decisión de Enzo Ferrari de crear una línea de coches de carreras con motores V6 y V8.
La marca Dino se creó pensando en sacar al mercado un deportivo más asequible que cualquier otro Ferrari. El primer folleto sobre el Dino lo describía como "casi un Ferrari". Enzo, intentó hacer competencia al Porsche 911 (clásico), sacando modelos más baratos, pero a su vez no quería que la marca "Ferrari" se identificase con coches más accesibles. De ahí nació el Dino.
En 1966, Ferrari quiso competir en la clase de 1.6 litros de la Fórmula 2 con el Dino V6. Sin embargo, la compañía no podía producir los 500 vehículos que usasen el mismo motor, ya que la homologación pedía para poder competir con el modelo. Por ello, Enzo pidió a Fiat que coprodujera un coche deportivo con el mismo motor. Nació el Fiat Dino con motor delantero y tracción trasera.
A pesar de que el motor en medio era muy utilizado en el mundo de la competición, la idea de llevarlo a un coche de calle era un tanto arriesgada. La disposición media del motor llevaba gran parte del peso del coche a las ruedas motrices y ayudaba a tener un aerodinámico morro. Pero dejaba poco espacio para el pasajero y hacía más difícil la dirección. Lamborghini creó en 1966 el Miura con motor central, pero en Enzo creía que sus clientes no se sentirían seguros a sus mandos. Para el Salón del Automóvil de París, permitió al diseñador Sergio Pininfarina crear un vehículo con el motor en una disposición media, siempre y cuando llevase la única marca de Dino. En el Salón del Automóvil de Turín de 1966, Ferrari mostró un refinado Dino 206S. Este prototipo se asemeja más al vehículo de serie posterior. La respuesta positiva al estilo radical del coche, hizo que Ferrari comenzase la producción del deportivo, argumentando que la poca potencia de su V6 no supondría un problema de seguridad a los usuarios.

## Modelos

### GT
- Fiat Dino
- Dino 206 GT
- Dino 246 GT/GTS
- Dino GT4

### Competición
- Dino 156 (Fórmula 2)
- Dino 166 P (Fórmula 2)
- Dino 196 S
- Dino 206 S
- Dino 246 S
- Dino 286 SP
- Dino 296 S

## 246 GT y GTS
Utilizaban un V6 a 65° con doble (DOHC) árbol de levas a la cabeza y dos válvulas por cilindro de 2419 cm³ (2,4 L; 147,6 plg³) con un diámetro x carrera de 92,5 x 60 mm (3,64 x 2,36 pulgadas), cuyo bloque era de hierro, las cabezas de aluminio y sistema de lubricación por cárter seco. Producía un potencia máxima de 195 CV (192 HP; 143 kW) a las 7600 rpm y un par máximo de 23 kg·m (226 N·m; 166 lb·pie) a las 5500 rpm, con una relación de compresión de 9.0:1 y un régimen máximo de 7600 rpm. Estaba disponible con carrocerías de techo fijo GT (cupé) o GTS (spyder), después de 1971. También se fabricó una versión menos potente para el mercado de América del Norte con 175 CV (173 HP; 129 kW). El GT tenía tres carburadores de doble cuerpo Weber 40 DCNF/6 o 40 DCNF/7. Además, una nueva versión estaba equipada con un sistema de ignición Dinoplex más compacto de Magneti Marelli AEC103A.
La versión GT pesaba 1080 kg (2381 libras), mientras que el GTS 1100 kg (2425 libras). La carrocería era de acero para abaratar costos. Tenía una distancia entre ejes de 53 mm (2,1 pulgadas) más larga que el 206, es decir, 2340 mm (92,1 pulgadas). La altura era la misma que en el 206 con 1120 mm (44,1 pulgadas).
La producción fue de 2295 GTs y 1274 Spyder, este último fabricado solamente entre 1972 y 1974, para un total de 3569 unidades. Tres series fueron construidas, con diferencias en las ruedas, la cubierta del limpiaparabrisas y la ventilación del motor. La primera serie de 357 unidades que fueron fabricados durante el verano de 1970, usaron el mismo tipo de rines de rayos al centro, como en el 206. La serie II fueron 507 unidades, fabricadas hasta julio de 1971, recibieron rines de cinco rayos "Cromodora". La serie III sufrió menores cambios en la caja de cambios y el suministro de combustible y tuvieron un mayor éxito de ventas cuando comenzó a ofrecerse en el mercado de los Estados Unidos. De esta última serie, se produjeron un total de 1431 cupés.
Tenía una velocidad máxima de 235 km/h (146 mph), aunque en julio de 1971, una prueba de manejo de la revista británica Motor, reportó 238 km/h (148 mph), comparándolo con una prueba más reciente de 219 km/h (136 mph). Con una aceleración de 0 a 80 km/h (50 mph) en 5.5 segundos, superó al Porsche 911S, aunque este último lograba una mejor economía de combustible. En el Reino Unido tenía un precio de 5485 £, que era superior a las 5211 ₤ del 911.
El V6 de 2.4 L también fue usado en otros coches italianos de altas prestaciones, principalmente en el de rally Lancia Stratos.
Hubo algunas pequeñas diferencias entre los acabados en varios mercados, el más obvio siendo el de los Estados Unidos. El estilo de los rines de arcos con flamas del Grupo 4 era opcional, así como los asientos del 365 GTB Daytona, comúnmente ordenado con rines de aleación Campagnolo.